# Nova Ramada
Nova Ramada es un municipio brasileño del estado de Rio Grande do Sul.
Se encuentra ubicado a una latitud de 28º03'51" Sur y una longitud de 53º41'50" Oeste, estando a una altitud de 511 metros sobre el nivel del mar. Su población estimada para el año 2004 era de 2.602 habitantes.
Ocupa una superficie de 256,15 km².
- Datos: Q348265
- Multimedia: Nova Ramada / Q348265